# Ilse Lichtenstädter
Ilse Lichtenstädter (* 10. September 1901 in Hamburg; † 23. Mai 1991 in Harvard) war eine deutsch-amerikanische Orientalistin.

## Leben und Tätigkeit
Ilse Lichtenstädter war die Tochter eines Lehrers. Das Abitur legte sie 1922 an einer Klosterschule ab. Anschließend wurde sie Lehrerin, begann dann aber 1927 das Studium semitischer Sprachen und Philosophie an der Universität Frankfurt. Kurz nach ihrer Promotion über den nasib in der altarabischen Dichtung starb ihr Betreuer Josef Horovitz. Von 1932 bis 1933 erhielt sie ein Stipendium der Notgemeinschaft der deutschen Wissenschaft.
Nach dem Machtantritt der Nationalsozialisten sah Lichtenstädter keine Perspektive mehr für sich in Deutschland und ging nach Großbritannien, wo sie zunächst ein Auskommen mit Tipp- und Korrekturarbeiten verdiente (1933–1934 Researcher an der Queen’s College Library). Gleichzeitig besuchte sie drei Jahre lang die Universität Oxford, wo sie erneut mit einer Ausgabe des Kitäb al-muhabbar promovierte. Ab 1935 war sie für die Oxford University Press tätig.
1938 folgte Lichtenstädter ihren zwei Schwestern nach New York, wo sie ab 1942 als assistant Professor und ab 1952 als Dozent (lecturer) arbeitete. Während dieser Zeit reiste sie zu Forschungszwecken nach Ägypten und Ost-Pakistan.
Von den Polizeiorganen der NS-Diktatur wurde Lichtenstädter nach ihrer Emigration als Staatsfeindin eingestuft: Da man sie irrtümlich in Großbritannien vermutete, wurde sie zudem Anfang 1940 vom Reichssicherheitshauptamt auf die Sonderfahndungsliste G.B. gesetzt, ein Verzeichnis von Personen, die im Falle einer erfolgreichen Besetzung und Invasion der britischen Insel durch die Wehrmacht von den Besatzungstruppen nachfolgenden Sonderkommandos der SS mit besonderer Priorität ausfindig gemacht und verhaftet werden sollten.
1960 wurde Lichtenstädter als Professor für Arabisch an die Universität Harvard berufen, wo sie bis zu ihrer Emeritierung im Jahr 1974 lehrte.

## Schriften
- Das Nasib der altarabischen Qaside, in: Islamica 5 (1932), S. 18–96.
- Women in the Aiyâm Al-ʻArab: A Study of Female Life During Warfare in Preislamic Arabia, 1935.
- From particularism to Unity: Race, Nationality and Minorities in the early Islamic Empire, in der „Islamic Culture“, Jg. XXIII (1949), S. 251–280.
- A Note on the Gharaniq and Related Qur'anic Problems, in: Israel Oriental Studies, Jg. 5 (1975), S. 54–61.
- And Become Ye Accursed Apes, in: Jerusalem Studies in Arabic and Islam, Jg. 14 (1991), S. 153–175.